# Дама без блама
Дама без блама је скеч-шоу са Миленом Васић у главној улози који се емитује на Првој српској телевизији.

## Позадина
Дама без блама је лиценцирана емисија рађена према немачкој верзији Ladykracher са Анке Енгелке у главној улози. Преводи за српску верзију су буквални, али прилагођени и локализовани српском поднебљу.

## Опис
Прва сезона Даме без блама садржи 12 епизода које су емитоване од 12.3. до 28.5.2013. на Првој српској телевизији. Епизоде су трајале у просеку око 25 минута. Епизода која је трајала нешто дуже од уобичајених била је новогодишња епизода емитована 31.12.2012. која је и послужила као најава за серију. 
Дама без блама има 100 лица. Свака епизода има уводни део који служи као најава за скечеве и завршни део у ком Милена резимира тему епизоде. Скечеви се састоје из дијалошких и монолошких ситуацијама. Она представља стереотипне фигуре данашњице попут оних који припадају вишим слојевима као што су богата удовица, дете богатих родитеља, каријеристкиња али и попут обичних људи средњег слоја као што су нпр. приглупа плавуша, уседелица, домаћица, касирка у супермаркету. Хумористичким наступом исмевају се и критикује просечност, униформисаност, свакодневни брзи живот, општи љубавни проблеми.

## Критика
Скеч-шоу Дама без блама је форма која је недовољно заступљена на нашим телевизијским екранима. Ова форма не само да је вратила стенд ап комедију, већ је у први план ставила жену комичара. Милена Васић је отелотворила мноштво различитих ликова и побрала најпозитивније критике за своја глумачка умећа и комичарске вештине

. 
Негативне критике углавном су везане за то што што су текстови углавном преводи немачких скечева које је писала немачка комичарка Анке Енгелке, а не дело руку српских сценариста. Као адут наводи се несродност немачког и српског језика као и култура двеју земаља, па се јавља бојазан да се тако намеће туђа култура, а да се тако губи српска веродостојност и изворност. Скечеви су, међутим, прилагођени српском менталитету а сав хумор окарактерисан је као универзалан хумор, те да је зато и прихваћен од стране српске публике.